# Министр здравоохранения Великобритании
Министр здравоохранения Великобритании (англ. Secretary of State for Health) — министерский пост в правительстве Соединенного королевства, в ведении которого находится министерство здравоохранения Великобритании, возглавляет Национальную службу здравоохранения (Англии), и занимает министерский пост в составе Кабинета. Этот пост был создан в 1988 году в качестве преемника должности министра здравоохранения (1919—1968) и министра здравоохранения и социальных служб (1968—1988).

## Функции
Министр здравоохранения Её Величества является членом Кабинета, отвечающим за сферу здравоохранения. С момента передачи в 1999 году, соответствующих полномочий в рамках деволюции Шотландии и Уэльсу, ответственность министра здравоохранения по медицинскому обслуживанию ограничена, в основном, Англией, в то время как в Шотландии и Уэльсе свои национальные министры здравоохранения непосредственно отвечают за Национальную службу здравоохранения в этих странах. До передачи полномочий, министры по делам Шотландии и Уэльса были наделены соответствующими обязанностями, но британское Министерство здравоохранения имело большую роль, чем в настоящее время в сфере координации политики в области здравоохранения по всей Великобритании. Услуги в области здравоохранения в Северной Ирландии всегда были отдельным механизмом от остальной части Великобритании, и в настоящее время это ответственность лежит на министре здравоохранения из Кабинета министров Северной Ирландии.

## История
Первые Советы здравоохранения были созданы декретами Тайного совета Великобритании 21 июня, 14 ноября и 21 ноября 1831 года. В 1848 году был создан Генеральный совет здравоохранения во главе с первым комиссаром по делам лесов, в качестве его председателя. В 1854 году этот Совет был восстановлен и председателя назначали отдельно. Тем не менее, Совет был упразднен в 1858 году и его функции надзора за местным самоуправлением были переданы согласно новому Закону о местном самоуправлении в Министерство внутренних дел. С 1871 году эта функция была передана в новый Совету по делам местного самоуправления.
Министерство здравоохранения было создано в 1919 году как воссоздание Совета местного самоуправления. Функции местного самоуправления, в конечном итоге, были переданы в Министерство жилищного строительства и местного самоуправления, в результате чего Министерство здравоохранения отвечало только за здравоохранение.
С 1968 года Министерство здравоохранения было объединено с Министерством социальной защиты, в руках министра здравоохранения и социального обслуживания, пока не произошло разделение Министерства здравоохранения и социальной защиты 25 июля 1988 года.

## Министры здравоохранения Великобритании

### Председатели Совета по здравоохранению

#### Первый комиссар по делам лесов
- Джон Говард, граф Карлайл — (1848 — 17 апреля 1849);
- лорд Эдвард Сеймур — (17 апреля 1849 — 1 августа 1851).

#### Первый комиссар по делам работ
- лорд Эдвард Сеймур — (1 августа 1851 — 21 февраля 1852);
- лорд Джон Меннерс — (4 марта 1852 — 17 декабря 1852);
- сэр Уильям Молсуорт, баронет — (5 января 1853 — 14 октября 1854).

#### Председатели Совета по здравоохранению
- сэр Бенджамен Холл, баронет — (14 октября 1854 — 13 августа 1855);
- Уильям Каупер-Темпл — (13 августа 1855 — 9 февраля 1857);
- Уильям Монселл — (9 февраля 1857 — 24 сентября 1857);
- Уильям Каупер-Темпл — (24 сентября 1857 — 21 февраля 1858);
- Чарльз Эддерли — (8 марта 1858 — 1 сентября 1858).

### Министры здравоохранения Великобритании с 1919 по 1968 года
- Кристофер Эддисон — (24 июня 1919 — 1 апреля 1921);
- сэр Альфред Монд, баронет — (1 апреля 1921 — 19 октября 1922);
- сэр Артур Гриффит-Боскейвен — (24 октября 1922 — 7 марта 1923);
- Невилл Чемберлен — (7 марта — 27 августа 1923);
- сэр Уильям Джойнсон-Хикс, баронет — (27 августа 1923 — 22 января 1924);
- Джон Уитли — (22 января — 3 ноября 1924);
- Невилл Чемберлен — (6 ноября 1924 — 4 июня 1929);
- Артур Гринвуд — (7 июня 1929 — 24 августа 1931);
- Невилл Чемберлен — (25 августа — 5 ноября 1931);
- сэр Эдвард Янг — (5 ноября 1931 — 7 июня 1935);
- Кингсли Вуд — (7 июня 1935 — 16 мая 1938);
- Уолтер Эллиот — (16 мая 1938 — 13 мая 1940);
- Малькольм Макдональд — (13 мая 1940 — 8 февраля 1941);
- Эрнест Браун — (8 февраля 1941 — 11 ноября 1943);
- Генри Уиллинк — (11 ноября 1943 — 26 июля 1945);
- Эньюрин Бивен — (3 августа 1945 — 17 января 1951);
- Хилари Маркванд — (17 января — 26 октября 1951);
- Гарри Крукшенк — (30 октября 1951 — 7 мая 1952);
- Иан Маклеод — (7 мая 1952 — 20 декабря 1955);
- Робин Тёртон — (20 декабря 1955 — 16 января 1957);
- Деннис Воспер — (16 января 1957 — 17 сентября 1957);
- Дерек Уокер-Смит — (17 сентября 1957 — 27 июля 1960);
- Энох Пауэлл — (27 июля 1960 — 20 октября 1963);
- Энтони Барбер — (20 октября 1963 — 16 октября 1964);
- Кеннет Робинсон — (18 октября 1964 — 1 ноября 1968).

### Министры здравоохранения и социального обслуживания Великобритании с 1968 по 1988 года
- Ричард Кроссмен — (1 ноября 1968 — 19 июня 1970);
- сэр Кит Джозеф — (20 июня 1970 — 4 марта 1974);
- Барбара Касл — (5 марта 1974 — 8 апреля 1976);
- Дэвид Энналс — (8 апреля 1976 — 4 мая 1979);
- Патрик Дженкин — (5 мая 1979 — 14 сентября 1981);
- Норман Фаулер — (14 сентября 1981 — 13 июня 1987);
- Джон Мур — (13 июня 1987 — 25 июля 1988).

### Министры здравоохранения Великобритании с 1988 по 2018 год
- Кеннет Кларк — (25 июля 1988 — 2 ноября 1990);
- Уильям Уолдгрейв — (2 ноября 1990 — 10 апреля 1992);
- Вирджиния Боттомли — (10 апреля 1992 — 5 июля 1995);
- Стивен Доррел — (5 июля 1995 — 2 мая 1997);
- Фрэнк Добсон — (3 мая 1997 — 11 октября 1999);
- Алан Милберн — (11 октября 1999 — 13 июня 2003);
- Джон Рид — (13 июня 2003 — 6 мая 2005);
- Патрисия Хьюитт — (6 мая 2005 — 27 июня 2007);
- Алан Джонсон — (28 июня 2007 — 5 июня 2009);
- Энди Бёрнэм — (5 июня 2009 — 11 мая 2010);
- Эндрю Лэнсли — (11 мая 2010 — 4 сентября 2012);

### Министры здравоохранения и социального обеспечения Великобритании с 2018 года
- Джереми Хант — (4 сентября 2012 — 9 июля 2018);
- Мэттью Хэнкок — (9 июля 2018 — 26 июня 2021);
- Саджид Джавид — (26 июня 2021 — 5 июля 2022);
- Стивен Баркли — (5 июля 2022 — 6 сентября 2022);
- Тереза Коффи — (6 сентября 2022 — 25 октября 2022);
- Стивен Баркли — (25 октября 2022 — 13 ноября 2023);
- Виктория Аткинс — (13 ноября 2023 — 5 июля 2024);
- Уэс Стритинг — (5 июля 2024 — по настоящее время).